# IC 2649
IC 2649 (IC 2649-1) ist eine elliptische Galaxie vom Hubble-Typ E2? im Sternbild Löwe an der Ekliptik, sie ist schätzungsweise 542 Millionen Lichtjahre von der Milchstraße entfernt.
Entdeckt wurde das Objekt am 27. März 1906 von Max Wolf.